# Vincenzo Favara
Vincenzo Favara (Menfi, 1816 – Palermo, 15 gennaio 1885) è stato un patriota e politico italiano.

## Biografia
Nacque a Menfi, in provincia di Agrigento, nel 1816 da Simone, possidente, e da Maria Cacioppo, che della cittadina siciliana ne era originaria. Crebbe a Partanna, in provincia di Trapani, cittadina di origine del padre, ed apparteneva ad un ramo cadetto della nobile famiglia Favara di Salemi, i cui membri possedevano il titolo di Barone di Godrano.
Laureato in giurisprudenza, non esercitò mai la professione forense, ma si dedicò all'amministrazione dell'azienda agricola di famiglia, che sorgeva su una vasta area comprendente dodicimila salme, in contrada Firriatu a Partanna. Il Favara, di idee liberali e antiborboniche, soggiornò a Parigi e a Londra, ed in quest'ultima città conobbe il patriota Giuseppe Mazzini. Fece ritorno in Sicilia con lo scoppio dei moti rivoluzionari del 1848, e fu successivamente eletto deputato del Parlamento siciliano in rappresentanza del comune di Santa Ninfa.  Dopo la restaurazione borbonica del 1849, le autorità lo costrinsero al domicilio coatto a Partanna, dove fu comunque in contatto con i circoli rivoluzionari.
Favara riprese la sua attività politica con l'insurrezione del 1860, ed a seguito della cacciata dei Borboni dalla Sicilia, assunse la carica di sindaco di Palermo, dopo l'entrata di Garibaldi nella città. Dopo l'Unità d'Italia, alle elezioni politiche del 1861, il Favara si schierò con il fronte repubblicano, e candidò Francesco Crispi al collegio di Castelvetrano, all'insaputa del medesimo che ottenne l'elezione a deputato. Lo stesso Favara, nel 1874 si candidò per la Camera dei Deputati tra le file della Sinistra storica al collegio di Castelvetrano, ed ottenne l'elezione a deputato per la XII legislatura del Regno d'Italia, carica che ricoprì anche nella XIII, XIV legislatura.
Morì a Palermo il 15 gennaio 1885. Fu sposato con Carolina Camminneci, da cui ebbe una sola figlia, Maria, nata nel 1850, che fu moglie dell'aristocratico e garibaldino Corrado Valguarnera, principe di Niscemi.

## Letteratura
Lo scrittore Giuseppe Tomasi di Lampedusa, nel suo romanzo Il Gattopardo, si ispirò probabilmente alla figura di Favara per la creazione del personaggio di Calogero Sedara, di cui si può osservare l'assonanza del cognome.